# Nicole Kortlüke
Nicole Kortlüke (* 9. März 1976 in Rheda-Wiedenbrück) ist eine deutsche Filmeditorin.

## Werk
Seit 2006 schneidet Kortlüke Kino- und Fernsehspielfilme, Comedyserien, Kinderfilme und Dokumentarfilme, nachdem sie sich an der Internationalen Filmschule Köln zur Filmeditorin weiterbildete.

### Fiktionale Produktionen
Fernseh- und Kinospielfilme entstanden unter anderem mit dem Filmemacher Andi Rogenhagen (Ein Tick anders), dem Regisseur Felix Fuchssteiner (Draußen am See, der auf dem Filmfest München in zwei Kategorien mit dem Förderpreis Deutscher Film ausgezeichnet wurde), dem Regisseur Sebastian Ko (Wir Monster, Ostfriesensühne, Geborgtes Weiß) und in Zusammenarbeit mit Ingo Haeb (Eher fliegen hier UFOs, Das Zimmermädchen Lynn, Es ist alles in Ordnung).
Zu den Kinderfilmen gehören Pommes essen von Tina von Traben, Smaragdgrün von Felix Fuchssteiner und die von Hanno Olderdissen inszenierten Wendy 2 – Freundschaft für immer, Lassie – Eine abenteuerliche Reise und Lassie – Ein neues Abenteuer. Letzterer war 2023 zweifacher Preisträger beim Kinderfilmfestival Goldener Spatz als „Bester Langfilm“ und mit Nico Marischka als „Bester Hauptdarsteller“. Der Kinderfilm Zu weit weg von Sarah Winkenstette wurde vom Preis der deutschen Filmkritik 2020 als Bester Kinderfilm ausgezeichnet. Der ebenfalls in Zusammenarbeit mit Winkenstette entstandene Kinderkinofilm Grüße vom Mars aus dem Jahr 2024 wurde auf dem Kristiansand International Children's Film Festival in der Kategorie Best International Feature Film ausgezeichnet.
Comedy-Timing stellte sie mit den erfolgreichen Webserien Jabhook und Comedy Rocket unter Beweis. Es folgten unter der Regie von Markus Sehr die Fernsehserien Heiter bis tödlich: Zwischen den Zeilen und Das Institut – Oase des Scheiterns.

### Dokumentarische Produktionen
Ihre Arbeit an dem Film Farewell Herr Schwarz wurde von der Regisseurin wie folgt beschrieben: “In a certain way, the script was written in the editing room.” (Yael Reuveny: The Times of Israel, deutsch: „In gewisser Weise wurde das Drehbuch im Schneideraum geschrieben.“) Die Frankfurter Rundschau bezeichnete das Werk als einen „bedächtige[n] Dokumentarfilm, der sich die nötige Zeit nimmt, um die Nichtgeschichte auseinanderzunehmen und ihre Auswirkungen aufzuspüren.“ Andreas Platthaus bezeichnete den Film in der Frankfurter Allgemeine Zeitung als „ein Meisterwerk.“ Der Film wurde von der Kritik gefeiert.
Der von ihr geschnittene Dokumentarfilm Sieben Winter in Teheran feierte im Februar 2023 seine Weltpremiere als Eröffnungsfilm der Sektion Perspektive Deutsches Kino auf der 73. Berlinale. In diesem Rahmen gewann der Film den Kompass-Perspektive-Preis sowie den Friedensfilmpreis. Marina D. Richter schrieb in ihrer Rezension für Asian Movie Pulse, dass „der Film von Nicole Kortlükes dynamischem Schnitt gesegnet sei, der das Gefühl vermittele, ein Suspense-Drama zu sehen.“ 2024 wurde Sieben Winter in Teheran mit dem Bayerischen Filmpreis ausgezeichnet. Die Jury begründete ihre Wahl folgendermaßen: „Die Filmemacherin und ihr Team tauchen mit Hingabe in eine fremde Kultur und Sprache ein, um die Ungerechtigkeiten des iranischen Rechtssystems aufzudecken. Der Film fasziniert durch die geschickte Integration verschiedener Tonmaterialien, die sich gemeinsam mit der Visualisierung zu einem einzigartigen Gesamtkunstwerk vereinen.“ 2024 erhielt der Film den Deutschen Filmpreis in der Kategorie Bester Dokumentarfilm.

## Auszeichnungen
2024 wurde sie für den Film Sieben Winter in Teheran mit dem Deutschen Filmpreis in der Kategorie Bester Schnitt ausgezeichnet.

## Sonstiges
Seit 2009 ist sie auch als Dozentin unter anderen an der Internationalen Filmschule Köln im Fachbereich „Editing Bild und Ton“ sowie an der Hochschule Mainz tätig.
Nicole Kortlüke ist Mitglied der Deutschen Filmakademie und im Bundesverband Filmschnitt Editor e. V. (BFS).

## Filmografie
- 2003: Frauenparkplatz
- 2004: Schwarzer Peter
- 2005: Fünf Zimmer
- 2005: Mittsommer
- 2005: Rendezvous mit dem Tod: Warum John F. Kennedy sterben musste
- 2006: Poldis Engel
- 2006: Ritter Roland
- 2006: Hilfe! Hochzeit! – Die schlimmste Woche meines Lebens
- 2006: Der Zwischenmieter
- 2007: Ins Leben stürzen[12][13]
- 2008: Herr Kurschildgen und das Meer
- 2009: A Triangle Dialogue – Tales of the Defeated
- 2009: Draußen am See
- 2009: Franks Welt
- 2009: Die Auflehnung
- 2010: Jabhook
- 2010: Zeche is nich – Sieben Blicke auf das Ruhrgebiet 2010
- 2010: Die Könige der Straße
- 2011: Ein Tick anders
- 2012: Brüder
- 2012: Spielzeit
- 2012: Pommes essen
- 2012: Mobbing
- 2012: Du hast es versprochen
- 2013: Heiter bis tödlich: Zwischen den Zeilen (Episoden 1–8)
- 2013: Schnee von gestern
- 2013: Es ist alles in Ordnung
- 2014: Der Fall Bruckner (Fernsehfilm)
- 2014: Herzensbrecher – Vater von vier Söhnen
- 2014: Das Zimmermädchen Lynn
- 2015: Wir Monster
- 2015–2017: Comedy Rocket
- 2016: Smaragdgrün
- 2017: Global Family
- 2018: Wendy 2 – Freundschaft für immer
- 2019: Das Institut – Oase des Scheiterns
- 2019: Zu weit weg
- 2020: Lassie – Eine abenteuerliche Reise
- 2021: Kinder der Hoffnung – One Of Us
- 2022: Geborgtes Weiß
- 2022: Ostfriesensühne
- 2023: Sieben Winter in Teheran (Dokumentarfilm)
- 2023: Eher fliegen hier UFOs
- 2023: Lassie – Ein neues Abenteuer
- 2024: Grüße vom Mars